# Søren Larsen
Søren Larsen (Køge, 1981. szeptember 6. –) dán válogatott labdarúgó.

## Sikerei, díjai
- Brøndby IF
  - Dán bajnok: 2001-02
- Djurgårdens
  - Svéd kupa: 2003-04
  - Svéd bajnok:  2004-05